# Seay Nunatak
Il Seay Nunatak è un nunatak (picco roccioso isolato) antartico, situato 6 km a sud del Hill Nunatak nell'estremità sudorientale del Neptune Range, che fa parte dei Monti Pensacola in Antartide.
Il nunatak è stato mappato dall'United States Geological Survey (USGS) sulla base di rilevazioni e foto aeree scattate dalla U.S. Navy nel periodo 1956-66.
La denominazione è stata assegnata dall'Advisory Committee on Antarctic Names (US-ACAN) in onore di William K. Seay, addetto alla manutenzione presso la Ellsworth Station durante l'inverno 1958.